# Michelle Rodriguez
Mayte Michelle Rodriguez (San Antonio, Texas, 1978. július 12. – )  latin-amerikai származású amerikai színésznő.

## Fiatalkora
Mayte Michelle Rodriguez a texasi San Antonióban született 1978. július 12-én, édesapja, Rafael Rodríguez Puerto Ricó-i, édesanyja, Carmen Milady Pared dominikai köztársaságbeli. Nyolcéves korában a Dominikai Köztársaságba költözött édesanyjával, majd később, tizenegy éves korától Puerto Ricóban élt, végül New Jerseyben telepedett le. Tizenhét évesen otthagyta a középiskolát, majd később mégiscsak letette az érettségit, mert rájött, hogy a film világában szeretne boldogulni – igaz, nem színész, hanem forgatókönyvíró és rendező szeretett volna lenni. Azért, hogy addig is közelebb legyen a filmes világhoz, rendszeresen statisztált. Azután egyszer belefutott egy hirdetésbe, miszerint egy bokszolólányról szóló alacsony költségvetésű film főszerepére keresnek alkalmas lányt. Úgy érezte, ő a megfelelő, ezért jelentkezett a meghallgatásra. Ez a film volt A bunyós csaj, alakítását 2000-ben Oscar-díj esélyesként emlegették. A film végül nem nyerte el a díjat, de más filmfesztiválokon jól szerepelt;  2000 januárjában mutatták be a Sundance Filmfesztiválon (Magyarországon 2001 októberében jelent meg, kizárólag videón). Azóta több filmben alakított kemény női karaktereket, ilyen például a Lost – Eltűntek tévésorozat, a Halálos iramban, S.W.A.T. – Különleges kommandó és A Kaptár című filmek.

## Magánélete
Rodriguez hobbija a taktikai fegyverképzés, ejtőernyőzés, és a DJ-zés.
2000-ben majdnem eljegyezte magát egy muszlim férfivel, akivel végül vallási problémák miatt szakított. 2001-ben állítólag randevúzott a Halálos iramban-filmsorozat társszereplőjével, Vin Diesellel.
2013-ban a Entertainment Weeklynek azt nyilatkozta:
| (angolul) "I've gone both ways. I do as I please. I am too curious to sit here and not try when I can. Men are intriguing. So are chicks." | (magyarul)„Már mindkét irányban jártam. Úgy teszek, ahogy akarok. Túl kíváncsi vagyok, hogy itt ülhessek és ne próbálkozzak ha tudok. A férfiak érdekesek. Ugyanúgy a csajok is.” |
| | |

A Latina magazinnak kifejtette: "Öregszem. Végül ez tesz ráncossá, és nem fogom tudni kezelni. Őszinte akartam lenni arról, hogy ki vagyok, és meglátni, mi történik.
A következő évben egy interjúban elmondta, hogy reméli, a tettei segítenek más hasonló helyzetben lévő személyeknek.

## Jogi problémák
Többször is összetűzésbe keveredett a rendőrséggel. 2002-ben lakótársa jelentette fel, hogy megverte őt, de azután visszavonta a vádat. 2003-ban azért került bíróság elé, mert többször is ittasan vezetett, lejárt jogosítvánnyal, és ehhez jött még egy cserbenhagyásos gázolás is. Mindezekért két nap elzárásra és közmunkára ítélték, három évre próbára bocsátották, illetve kötelezték, hogy vegyen részt egy három hónapos alkoholelvonó kúrán. 2005-ben Hawaii-on forgatták a Lost legújabb évadját - a sorozathoz egyébként Michelle csak egy évadra írt alá. A forgatás alatt többször kapták el gyorshajtásért, ehhez jött még az ittas vezetés gyanúja, melynek következményei pénzbüntetés és egy újabb öt napos elzárás lett. Mivel ezzel megsértette a próbára bocsátás feltételeit, Los Angelesben is kiszabtak rá hatvan napot. A megítélt közmunka és elvonókúra elmaradásai miatt 2007-ben megint elítélték: ezúttal száznyolcvan napra, és most már be is vonult letölteni büntetését. Tizennyolc nap után kiengedték - túlzsúfoltságra hivatkozva.

## Filmográfia

### Film
| Év   | Magyar cím                            | Eredeti cím                             | Szerep                        | Magyar hang     | Rendező                               |
| ---- | ------------------------------------- | --------------------------------------- | ----------------------------- | --------------- | ------------------------------------- |
| 2000 | A bunyós csaj                         | Girlfight                               | Diana Guzman                  | Csondor Kata    | Karyn Kusama                          |
| 2000 | A bunyós csaj                         | Girlfight                               | Diana Guzman                  | Molnár Ilona    | Karyn Kusama                          |
| 2001 | Halálos iramban                       | The Fast and the Furious                | Letty Ortiz                   | Solecki Janka   | Rob Cohen                             |
| 2001 | Taxisok veszélyben                    | 3 A.M                                   | Salgado                       |                 | Lee Davis                             |
| 2002 | A Kaptár                              | Resident Evil                           | Rain Ocampo                   | Murányi Tünde   | Paul W. S. Anderson                   |
| 2002 | Sorsdöntő nyár                        | Blue Crush                              | Eden                          | Zsigmond Tamara | John Stockwell                        |
| 2003 | S.W.A.T. – Különleges kommandó        | S.W.A.T.                                | Chris Sanchez tiszt           | Kéri Kitty      | Clark Johnson                         |
| 2004 | Kísérlet                              | Control                                 | Teresa                        | Sánta Annamária | Tim Hunter                            |
| 2005 | BloodRayne – Az igazság árnyékában    | BloodRayne                              | Katarin                       | Fésűs Bea       | Uwe Boll                              |
| 2006 | A falka                               | The Breed                               | Nicki                         | Kéri Kitty      | Nicholas Mastandrea                   |
| 2007 | Seattle öt napja                      | Battle in Seattle                       | Lou                           | Solecki Janka   | Stuart Townsend                       |
| 2008 | Éjkert                                | Gardens of the Night                    | Lucy                          |                 | Damian Harris                         |
| 2009 | Halálos iram                          | Fast and Furious                        | Letty Ortiz                   | Solecki Janka   | Justin Lin                            |
| 2009 | Avatar                                | Avatar                                  | Trudy Chacon                  | Kéri Kitty      | James Cameron                         |
| 2010 | Machete                               | Machete                                 | Luz                           | Pikali Gerda    | Robert Rodríguez                      |
| 2010 |                                       | Trópico de Sangre                       | Minerva Mirabal               |                 | Juan Delancer                         |
| 2011 | A Föld inváziója – Csata: Los Angeles | Battle: Los Angeles                     | Elena Santos műszaki őrmester | Peller Anna     | Jonathan Liebesman                    |
| 2011 | Halálos iramban: Ötödik sebesség      | Fast Five                               | Letty Ortiz (cameo)           | Solecki Janka   | Justin Lin (2)                        |
| 2012 | A Kaptár – Megtorlás                  | Resident Evil: Retribution              | Rain Ocampo                   | Murányi Tünde   | Paul W. S. Anderson (2)               |
| 2013 |                                       | Inappropriate Comedy                    | Harriet                       |                 | Vince Offer                           |
| 2013 | Halálos iramban 6.                    | Fast & Furious 6                        | Letty Ortiz                   | Solecki Janka   | Justin Lin (3)                        |
| 2013 | Turbó                                 | Turbo                                   | Paz (hangja)                  | Balsai Móni     | David Soren                           |
| 2013 | Machete gyilkol                       | Machete Kills                           | Luz                           | Pikali Gerda    | Robert Rodríguez (2)                  |
| 2015 | Halálos iramban 7.                    | Furious 7                               | Letty Ortiz                   | Solecki Janka   | James Wan                             |
| 2016 | Mindenáron gyilkos                    | The Assignment                          | Frank Kitchen / Tomboy        | Pálmai Szabolcs | Walter Hill                           |
| 2016 | Milton titka                          | Milton's Secret                         | Ms. Ferguson                  | Pánics Lilla    | Barnet Bain                           |
| 2017 | Hupikék törpikék – Az elveszett falu  | Smurfs: The Lost Village                | Törpvihar (hangja)            | Gubik Petra     | Kelly Asbury                          |
| 2017 | Halálos iramban 8.                    | Fate of the Furious                     | Letty Ortiz                   | Solecki Janka   | F. Gary Gray                          |
| 2018 | Nyughatatlan özvegyek                 | Widows                                  | Linda Perelli                 | Kéri Kitty      | Steve McQueen                         |
| 2019 | Alita: A harc angyala                 | Alita: Battle Angel                     | Gelda (cameo)                 | Bálizs Anett    | Robert Rodríguez (3)                  |
| 2020 | Amy holnap meghal                     | She Dies Tomorrow                       | Sky                           |                 | Amy Seimetz                           |
| 2021 | Válság                                | Crisis                                  | Garrett felügyelő             | Solecki Janka   | Nicholas Jarecki                      |
| 2021 | Halálos iramban 9.                    | F9                                      | Letty Ortiz                   | Solecki Janka   | Justin Lin (4)                        |
| 2023 | Dungeons & Dragons: Betyárbecsület    | Dungeons & Dragons: Honor Among Thieves | Holga Kilgore                 | Kéri Kitty      | Jonathan Goldstein John Francis Daley |
| 2023 | Halálos iramban 10.                   | Fast X                                  | Letty Ortiz                   | Solecki Janka   | Louis Leterrier                       |

### Televízió
| Év        | Magyar cím                      | Eredeti cím                   | Szerep                     | Megjegyzések |
| --------- | ------------------------------- | ----------------------------- | -------------------------- | --- |
| 2003      |                                 | Slavi's Show                  | önmaga                     | talkshow (1 epizód) |
| 2005      | Punk’d – SztÁruló               | Punk’d                        | önmaga                     | 1 epizód |
| 2005–2006 |                                 | Immortal Grand Prix           | Liz Ricarro (angol hangja) | 26 epizód |

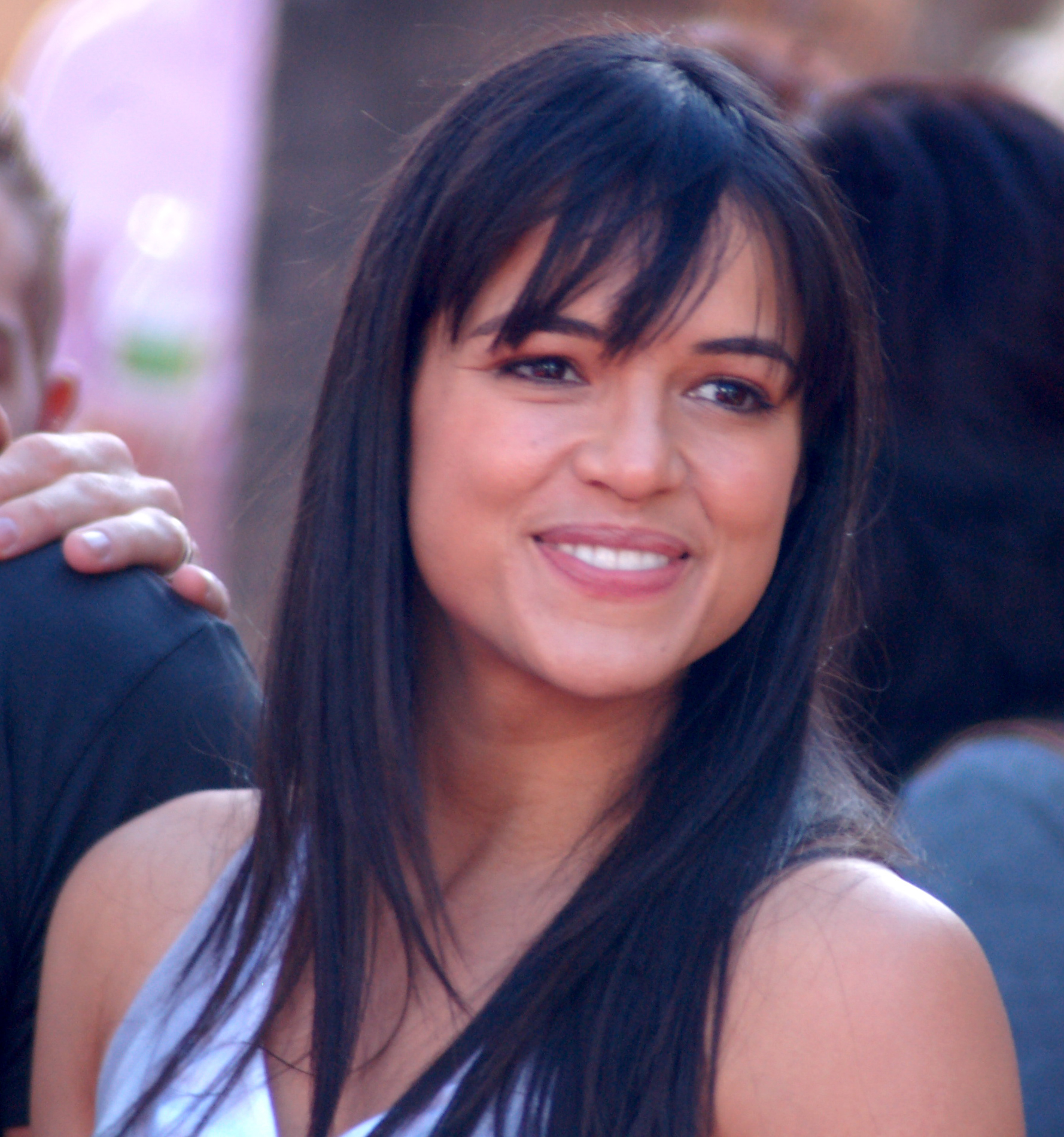
2009 decemberében

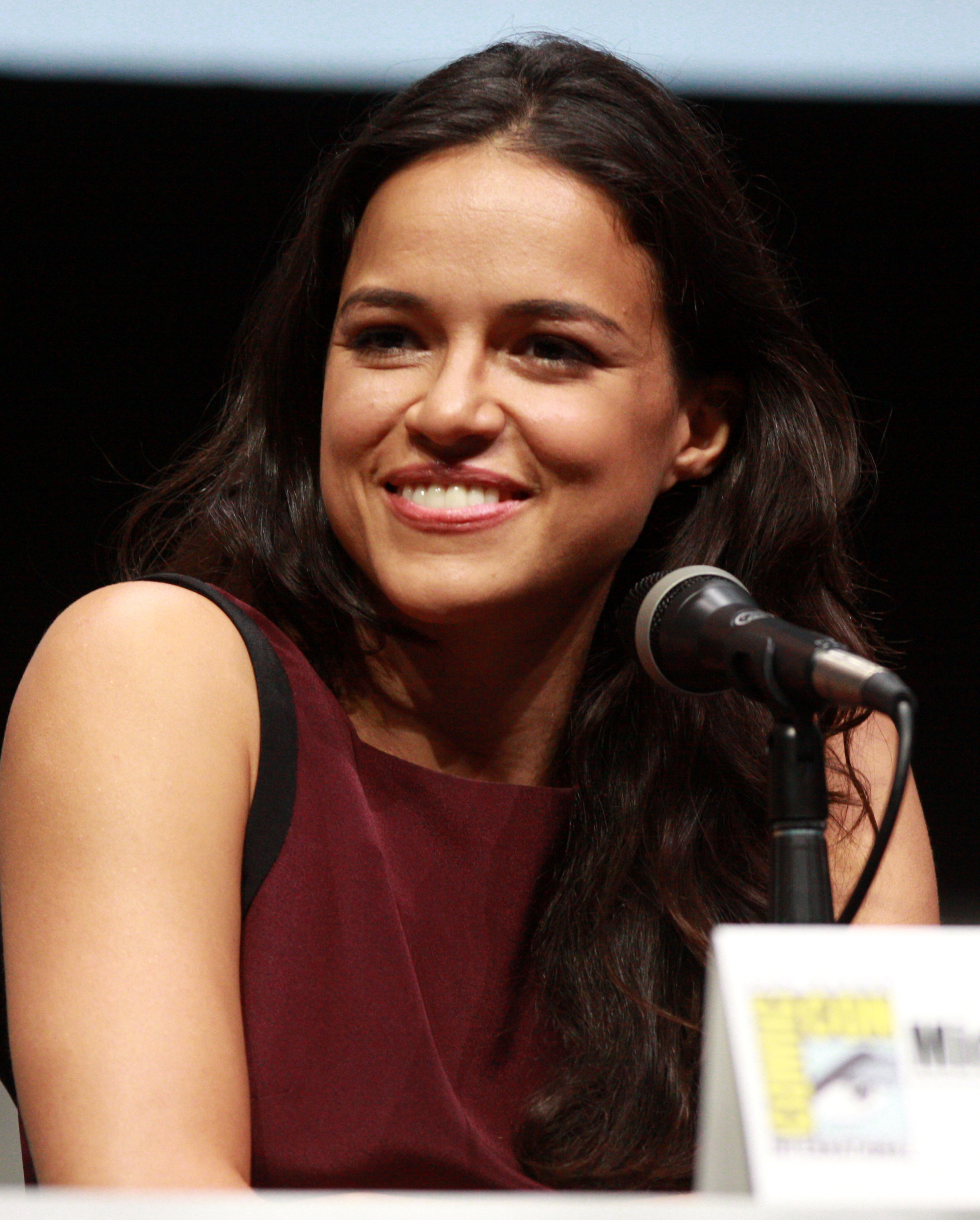
A 2013-as San Diegó-i Nemzetközi Képregénytalálkozón

| 2005–2010 | Lost – Eltűntek                 | Lost                          | Ana Lucía Cortez           | - vendégszereplő (1. évad) - főszereplő (2. évad) - különleges vendégszereplő (5. és 6. évad) - magyar hangja: Kéri Kitty |
| 2011      |                                 | CollegeHumor                  | Jessica                    | 1 epizód |
| 2012      |                                 | Germany's Next Top Model      | önmaga                     | 1 epizód |
| 2015      | Bear Grylls: Sztárok a vadonban | Running Wild with Bear Grylls | önmaga                     | 1 epizód |
| 2015      |                                 | Super Into                    | önmaga                     | 1 epizód |

### Videójátékok
| Év   | Cím                              | Szerep                | Megjegyzés                 |
| ---- | -------------------------------- | --------------------- | -------------------------- |
| 2003 | True Crime: Streets of LA        | Rosie Velasco         | szinkronhang               |
| 2004 | Driver 3                         | Calita Martinez       | szinkronhang               |
| 2004 | Halo 2                           | Marine                | szinkronhang               |
| 2009 | James Cameron's Avatar: The Game | Trudy Chacon százados | szinkronhang               |
| 2012 | Call of Duty: Black Ops II       | Strike Force Katona   | szinkronhang               |
| 2020 | Fast & Furious Crossroads        | Letty Ortiz           | szinkron és motion capture |

### Videóklipek
| Év   | Előadó                   | Cím                       |
| ---- | ------------------------ | ------------------------- |
| 2000 | Cole feat. Queen Latifah | "I Can Do Too"            |
| 2001 | Ja Rule és Ashanti       | "Always on Time"          |
| 2002 | Lenny Kravitz            | "If I Could Fall in Love" |
| 2015 | Demi Lovato              | "Confident"               |
| 2018 | Drake                    | "Nice for What"           |